# Landaul
Landaul é uma comuna francesa na região administrativa da Bretanha, no departamento Morbihan. Estende-se por uma área de 17,46 km². Em 2010 a comuna tinha 2 395 habitantes (densidade: 137,2 hab./km²).